# Sebastian (phim 2017)
Sebastian là một bộ phim tình cảm lãng mạn Canada, được công chiếu tại Inside Out Film and Video Festival vào tháng 5 năm 2017. Tác phẩm đầu tay của đạo diễn James Fanizza, bộ phim là bản mở rộng của bộ phim ngắn cùng tên năm 2014, được viết bởi Faneather nhưng do Ricky Bryant đạo diễn.
Bộ phim tập trung vào Alex (James Fanizza), một người đàn ông ở Toronto có mối quan hệ không thỏa mãn với bạn trai Nelson (Guifré Bantjes-Rafols) có thể nói rất phức tạp nhưng sau khi anh gặp Sebastian (Alex House), em họ của Nelson đến từ Argentina, có lẽ Alex đã có cảm tình với Sebastian ngay từ lần đầu tiên gặp. Nelson phải ra sân bay để tham gia hội nghị ở nước ngoài, ngay sau đêm hôm ấy Alex có hẹn với bạn của mình, sau khi trên đường về cậu vô tình gặp Sebastian và hai người đã làm tình ngay trong đêm ấy. Dàn diễn viên trong phim cũng bao gồm Brian McCook, được biết đến nhiều hơn với tư cách là nghệ sĩ giải trí Katya Zamolodchikova, vai Xenia.

## Phản ứng quan trọng
Viết cho tạp chí Toronto Film Scene, William Brownridge mô tả bộ phim là một bộ phim tình cảm tương đối điển hình và có thể dự đoán được, nhưng ca ngợi bộ phim vì đã miêu tả các nhân vật đồng tính tròn trịa: "bạn có thể biết Sebastian đang đi đâu, nhưng điều đó không lấy đi từ hành trình cảm động để đưa bạn đến đó."